# Fagerås
Fagerås – miejscowość (tätort) w Szwecji, w regionie administracyjnym (län) Värmland, w gminie Kil.
Według danych Szwedzkiego Urzędu Statystycznego liczba ludności wyniosła: 449 (31 grudnia 2015), 442 (31 grudnia 2018) i 450 (31 grudnia 2019).